# Maurice Guigue
Maurice Alexandre Guigue (4 tháng 8 năm 1912 – 27 tháng 2 năm 2011) là một trọng tài bóng đá người Pháp, người đã dẫn dắt trận Chung kết FIFA World Cup 1958 tại Stockholm, Thụy Điển. Ông là người Pháp thứ hai, sau Georges Capdeville, làm trọng tài cho một trận chung kết World Cup.